# Río Utiquinia
Der Río Utiquinia ist ein etwa 238 km langer rechter Nebenfluss des Río Ucayali im Osten von Peru in der Region Ucayali.

## Flusslauf
Der Río Utiquinia entspringt in einem Höhenrücken an der brasilianischen Grenze auf einer Höhe von etwa 480 m. Das Quellgebiet befindet sich im Amazonastiefland im äußersten Osten des Distrikts Callería in der Provinz Coronel Portillo. Er fließt anfangs nach Westen. Ab Flusskilometer wendet er sich nach Südwesten. Ab Flusskilometer 110 fließt er 40 Kilometer nach Süden. Anschließend wendet er sich in Richtung Südsüdwest. Der Rio Utiquinia erreicht das Sumpfgebietareal östlich des Río Ucayali, das von dessen früheren Altarmen durchzogen ist. Bei Flusskilometer 30 wendet sich der Río Utiquinia nach Westen, um auf seinen letzten 20 Kilometern einen früheren Ucayali-Altarm in nordwestlicher Richtung zu durchfließen und schließlich knapp 20 km nördlich der Regionshauptstadt Pucallpa in den Río Ucayali zu münden. Der Río Utiquinia weist entlang seinem Mittellauf ein stark mäandrierendes Verhalten mit zahlreichen Flussschlingen auf. 

## Einzugsgebiet
Der Río Utiquinia entwässert ein Areal von ungefähr 3500 km². Dieses liegt im Osten des Distrikts Callería und ist mit tropischem Regenwald bedeckt. Das Einzugsgebiet des Río Utiquinia grenzt im Norden an das des Río Callería, im Osten an das des Rio Moa, eines Zuflusses des Río Yurúa, sowie im Süden an das des Río Abujao. Das obere Einzugsgebiet des Río Utiquinia liegt in der Reserva Indígena Isconahua.